# Casey Donovan (cantante)
Casey Donovan (Sydney, 13 maggio 1988) è una cantante australiana, vincitrice della seconda edizione di Australian Idol.

## Biografia
Nata in una famiglia di musicisti a Condell Park, un sobborgo di Sydney, Casey Donovan è salita alla ribalta nel 2004, quando ha partecipato alle audizioni della seconda edizione del talent show Australian Idol. Il 21 novembre dello stesso anno il pubblico l'ha scelta come vincitrice della competizione.
Il suo singolo di debutto Listen with Your Heart (una cover di CeCe Winans) è uscito la settimana successiva e ha debuttato in vetta alla classifica australiana; ha finito per vendere più di 140 000 copie, ricevendo due dischi di platino dall'Australian Recording Industry Association. Il singolo ha anticipato l'album For You, che è arrivato 2º in classifica e ha ottenuto tre dischi di platino, con oltre 210 000 copie vendute a livello nazionale.
Nel 2006 ha abbandonato la Sony Music Australia per iniziare a pubblicare musica indipendentemente. Il suo primo lavoro da artista indipendente è l'EP Eye 2 Eye, uscito nel 2008.
Dal 2017 Casey Donovan è comparsa in numerosi programmi televisivi e reality show in Australia, fra cui I'm a Celebrity...Get Me Out of Here! (di cui è stata vincitrice), All Star Family Feud, Blind Date e Celebrity Name Game.

## Discografia

### Album
- 2004 - For You

### EP
- 2008 - Eye 2 Eye
- 2017 - Off the Grid & Somewhere in Between

### Singoli
- 2004 - Listen with Your Heart
- 2005 - What's Going On
- 2005 - Flow
- 2010 - Big, Beautiful & Sexy
- 2010 - Last Regret
- 2017 - Lonely
- 2017 - The Villain